# Ryusei Maru
Die Ryūsei Maru (jap. 隆西丸) war ein japanisches Handelsschiff, das am 25. Juni 1944 vom US-amerikanischen U-Boot Rasher versenkt wurde, wobei rund 5.000 Menschen ums Leben kamen.

## Geschichte
Das Schiff wurde 1911 auf der Willington-Quay-Werft der Tyne Iron Shipbuilding Company am Tyne gebaut und im März 1911 an die Gesellschaft A/S Bonheur abgeliefert. Auftraggeber des Schiffes war die norwegische Reederei Fred Olsen aus Christiania (Oslo). 1916 erwarb Henrik Østervold aus Christiania das Schiff und benannte es in Havø  um. Vier Jahre später wurde die Havø auf Henrik Østervolds Reederei in Bergen übertragen. Nach knapp zwei Jahrzehnten veräußerte Østervold das Schiff 1935 an die Far Eastern Steamship Company von Johan Gran aus Bergen, die das Schiff als Mabuhay II weiterbetrieb.

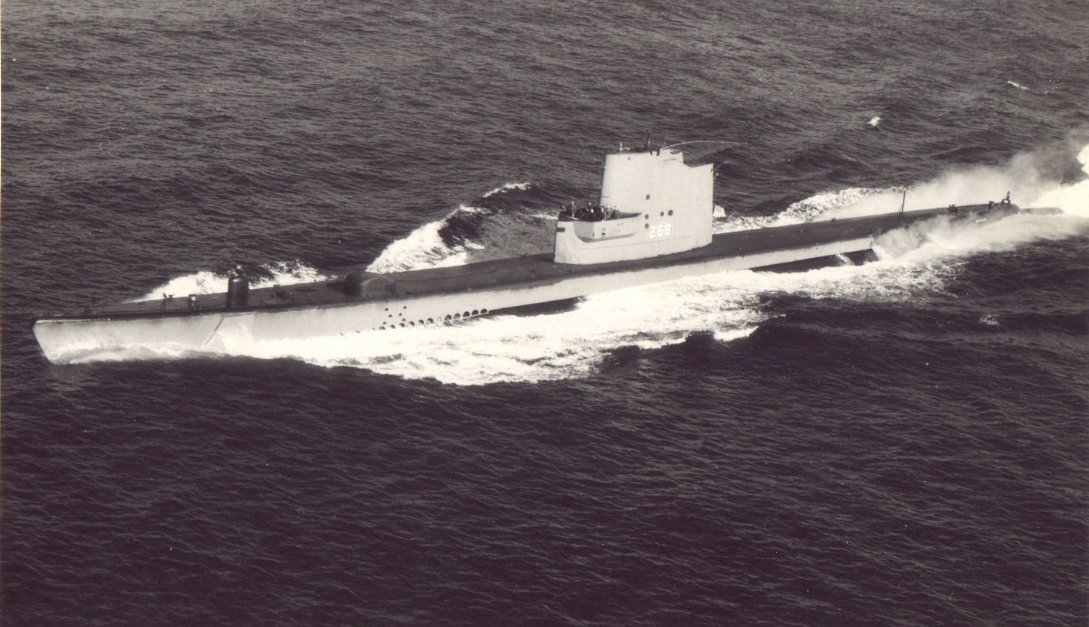
Das U-Boot Rasher

Im Jahr 1938 erwarb Matsumoto Masaichi aus Kōbe das Schiff und gab ihm den Namen Ryūsei Maru. Während des Zweiten Weltkriegs wurde das Schiff militärisch genutzt. Im Juni 1944 fuhr es als Truppentransporter mit etwa 6.600 japanischen Soldaten an Bord in einem Konvoi von Surabaya nach Ambon. Das US-amerikanische U-Boot Rasher sichtete den Konvoi am 25. Juni gegen 17:30 Uhr bei Lombok (Indonesien) und versenkte zunächst die Tango Maru gegen 19:43 Uhr auf Position 7° 41′ S, 115° 10′ O, wobei rund 3.000 Zwangsarbeiter und Kriegsgefangene starben. Unmittelbar danach torpedierte das U-Boot unter dem Kommando von Lieutenant Commander Willard Laughon die Ryusei Maru, bei deren Versenkung auf Position 7° 33′ S, 115° 9′ O weitere 4.998 Menschen starben.